# Primera Federación 2024/25
Die Primera Federación 2024/25 war die 4. Saison der dritten spanischen Liga. Sie begann im August 2024 und endete im Mai 2025. Anschließend fand im Juni die Aufstiegsrelegation statt.

## Modus
Es waren 40 Clubs beteiligt, aufgeteilt in zwei Gruppen mit jeweils 20 Teams, nach geografischen Kriterien:
Jedes Team spielt zweimal gegen jedes andere Team in seiner Gruppe, einmal zu Hause und einmal auswärts, insgesamt über 38 Spieltage. Die Reihenfolge der Spiele wurde vor Saisonbeginn durch eine Auslosung festgelegt. Die Real Federación Española de Fútbol ist verantwortlich für die Festlegung der Spieltage und die Auswahl der Schiedsrichter für jedes Spiel, wobei dem Heimteam die Befugnis zusteht, die genaue Uhrzeit jedes Spiels festzulegen.
Am Ende der Saison steigen die Gruppensieger direkt in die Segunda División auf und spielen zusätzlich um den offiziellen Meistertitel der Primera Federación. Die Teams auf den Plätzen zwei bis fünf spielen die Aufstiegs-Playoffs. Dabei trifft der Zweite einer Gruppe auf den Fünften der anderen Gruppe und der Dritte auf den Vierten. Diese Playoffs werden im K.-o.-System über zwei Spiele ausgetragen, mit Verlängerung bei Bedarf. Bei Gleichstand entscheidet der bessere Platz in der regulären Saison; bei Teams mit gleichem Platz wird per Elfmeterschießen entschieden. Die beiden Sieger der Playoff-Finalspiele steigen ebenfalls in die Segunda División auf.
Die letzten fünf Teams jeder Gruppe steigen direkt in die Segunda Federación ab.

## Teilnehmende Mannschaften
Die 40 Teams setzen sich aus den vier Absteigern der zweiten spanischen Fußballliga Segunda División 2023/24 (SD Amorebieta, AD Alcorcón, FC Andorra, FC Villarreal B), den 26 verbliebenen Teams aus der Vorsaison, sowie den 10 Aufsteigern aus der Segunda Federación 2023/24 (Ourense CF,  Bilbao Athletic, Herkules CF, Sevilla Atlético, Gimnástica Segoviana CF, Barakaldo CF, Zamora CF, Marbella FC, Betis Deportivo, Sport Yeclano) zusammen.